# Züst SpA

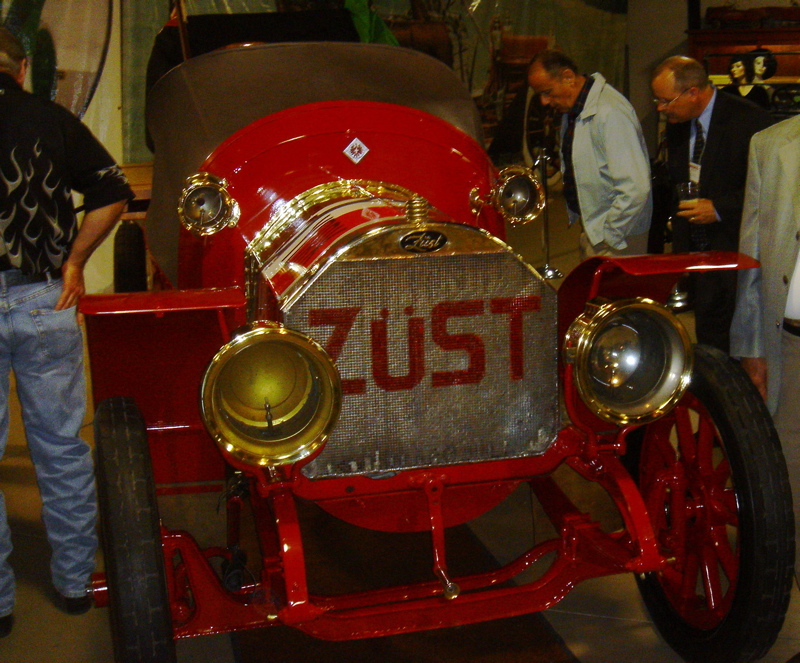
La Züst 28/45 HP

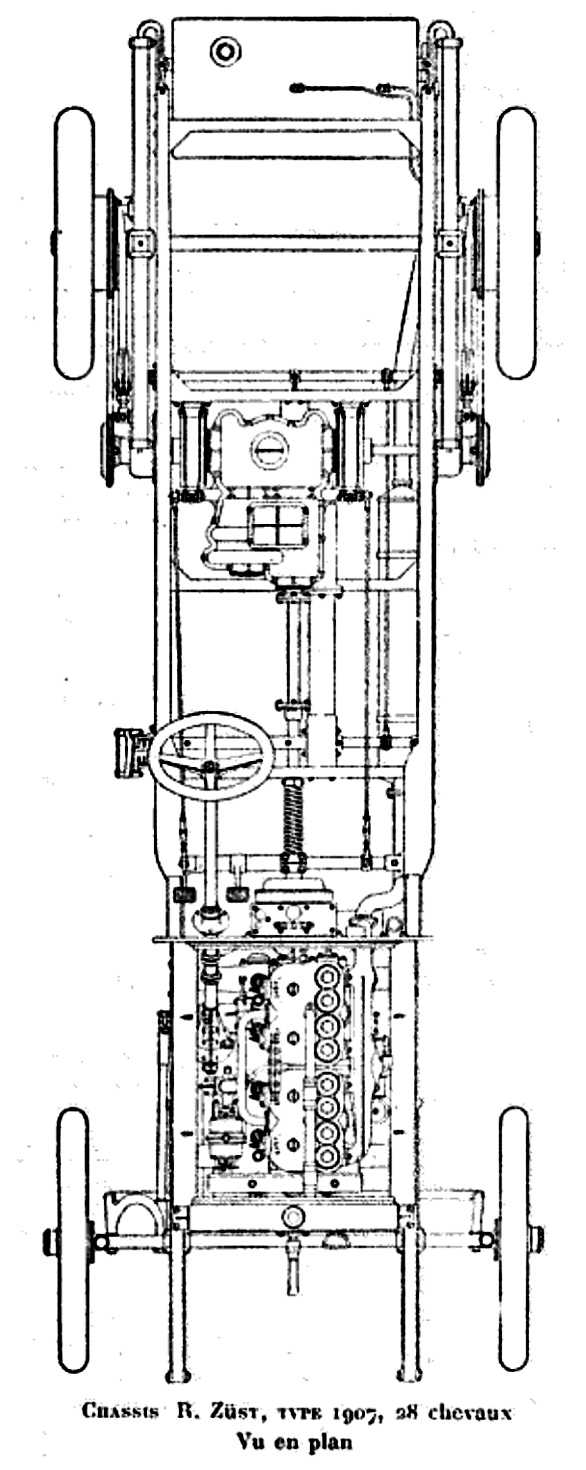
Züst Chassis (1907) 28 CV

La société Züst SpA était un constructeur automobile italien.

## Histoire
Roberto Züst était un technicien d'origine suisse qui créa à la fin du XIXe siècle un atelier de production de machines-outils de précision pour le décolletage à Intra, une frazione de la commune de Verbania au bord du lac Majeur, en Italie.
Après son décès, ses enfants décidèrent de poursuivre son activité et montèrent en plus en 1905 une seconde usine à Milan destinée à la fabrication de voitures et véhicules commerciaux. Les deux premiers modèles de la marque Züst étaient équipés de moteurs 4 cylindres de cylindrée respectable de 7 432 cm3 et de 11 308 cm3. 
En 1906, ils ouvrirent une filiale à Brescia qui fut appelée Brixia-Züst (Brixia étant le nom latin de Brescia) qui se spécialisa dans la production de voitures plus économiques. Après la 14/18 HP équipée d'un moteur de 3 770 cm3, Brixia-Züst présenta la 18/24 HP, équipée du même moteur de 3 770 cm3, et la 10 HP, une voiture avec un moteur 3 cylindres de 1 386 cm3. En 1910, le moteur de la 10 HP fut porté à 1 501 cm3 et un lot de 10 exemplaires de ces voitures fut acheté par une compagnie de taxis anglaise pour le réseau de Londres. En 1911 la fabrication des 10 HP, 14/18 HP dont la cylindrée du moteur avait été portée à 2 297 cm3, et 18/24 HP qui avait bénéficié d'un nouveau moteur de 4 942 cm3, fut arrêtée. 
En 1912, la société Brixia-Züst connut des difficultés et fut absorbée par sa société mère, ZÜST SpA, qui en avait toujours détenu le contrôle total. La société Züst, quant à elle, était devenue un important constructeur automobile connu et reconnu dans le monde grâce à sa participation, avec la 28/45 HP, à la très difficile course New York - Paris de 1908. Cette course, qui fut longuement et minutieusement préparée par Züst, vit la voiture américaine Thomas l'emporter devant l'allemande Protos, et démontra la fiabilité de la Züst 28/45 HP tout au long du parcours qui passait à travers le désert sibérien, reprenant ainsi l'itinéraire de 1907 suivi par la puissante Itala 35/45 HP durant le raid Pékin - Paris.
L'ironie de l'histoire voulut que cette fameuse Züst 28/45 HP, après avoir résité à cette périlleuse épreuve, fut accidentellement détruite dans la gare anglaise de Bromley où elle brûla entièrement à cause d'un manutentionnaire qui renversa une lampe à acétylène sur la voiture.
À la fin des années 1900, la gamme Züst comprenait 3 modèles : la 15/25 HP de 2 853 cm3, la 35/50 HP Spéciale GS de 6 321 cm3 et la 50/60 HP, qui fut rebaptisée plus tard S 235 et équipée d'un moteur de 7 432 cm3. En 1913, Züst présenta la nouvelle 25/35 HP S 305, avec un radiateur très semblable à celui des voitures Fiat de cette époque, et équipée d'un moteur bibloc de 4 712 cm3. Durant les années 1915-1916, en pleine guerre mondiale, Züst commercialisa la 15/25 HP S 365, avec un moteur d'une cylindrée de 2 952 cm3.
Le 1er octobre 1917 la société Züst SpA fut rachetée par la société Officine Meccaniche de Milan, la future société OM.